# Charles Winkler (Architekt)

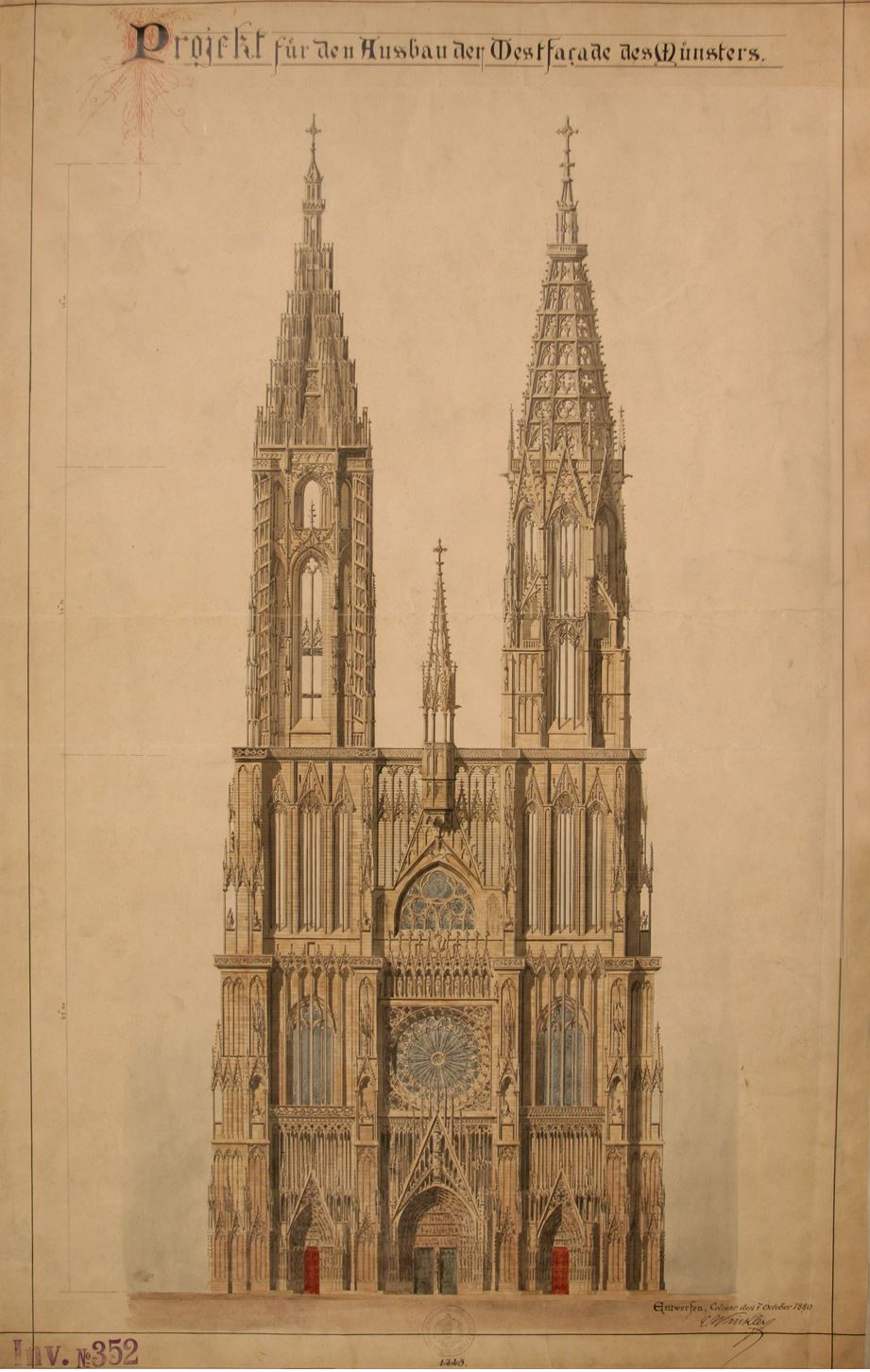
Charles Winkler: Projekt für den Ausbau des Straßburger Münsters (1880)

Charles Winkler (auf Deutsch Karl Winkler) (* 31. Oktober 1834 in Dinkelsbühl; † 23. Februar 1908 in Colmar) war ein deutsch-französischer Architekt. Er war führend an der Aufnahme, Erhaltung und historistischen Weiterentwicklung mittelalterlicher Bausubstanz im Elsass beteiligt.
Charles Winkler baute oder restaurierte viele Gebäude, meistens Kirchen, und Denkmäler des architektonischen Erbes des Elsass. Die Franzosen gaben ihm den Spitznamen „Elsässer Viollet-le-Duc“, weil er ähnlich wie dieser Architekt ein bedeutendes Werk schuf und bei seinen Restaurierungen ebenfalls nicht zögerte, auch umstrittene Änderungen oder Ergänzungen vorzunehmen.

## Leben
Karl Friedrich Anton August Winkler wurde im bayerischen Dinkelsbühl geboren, wo sein Vater Franz Winkler als Forstrat arbeitete. Nach Architektstudien in München und Nürnberg begab er sich als junger Mann mit Zustimmung der Bayerischen Staatsregierung nach Paris. In der École des Beaux-Arts belegte er den Kurs für Kunst- und Architekturgeschichte. Dabei arbeitete er in der Werkstatt von Jean-Baptiste Lassus, Spezialist der mittelalterlichen Architektur.
1859 meldete er sich freiwillig zur französischen Armee im Sardinischen Krieg. Von 1861 bis 1863 war er als Ingenieur-Topograph im französischen Militäramt angestellt. Danach bekam er die französische Einbürgerung.
1863 ließ sich Charles Winkler in Hagenau nieder, wo er am Bau des Gaswerkes arbeitete. Im gleichen Jahr wurde er dort von der Stadt als Architekt angestellt. 1865 heiratete er mit (Marie Adelaïde) Louise Herrmann, Tochter eines Friedensrichters, und trat der Société pour la conservation des monuments historiques d’Alsace („Gesellschaft zur Bewahrung historischer Monumente des Elsass“) bei. 1874 kam er zum Komitee dieser Gesellschaft.
Nach dem Deutsch-Französischen Krieg von 1870/1871 fand Winkler eine Stelle bei der deutschen öffentlichen Bauverwaltung. Er wurde 1872 nach Straßburg versetzt, als Landbaumeister für Unterelsass. 1874 schlug ihn Oberpräsident Eduard von Moeller zum „Landesregierungs-Baurath“ vor, aber das Berliner Ministerium ernannte einen preußischen Beamten. Charles Winkler zog 1875 zurück nach Colmar und ließ sich dort als freier Architekt einschreiben, Bauinspektor für öffentliche Bauten. Moeller betraute ihn mit der Betreuung und Restaurierung der historischen Denkmäler für das ganze Elsass.
Charles Winkler leitete im Lauf seiner Karriere den Bau oder die Restaurierung vieler, meist kirchlicher Gebäude im ganzen Land. Nach seiner Pensionierung 1899 war er Vorsitzender der Société Schöngauer, die das Unterlindenmuseum in Colmar verwaltet. Er starb in Colmar am 23. Februar 1908 an einem Schlaganfall.

## Werk

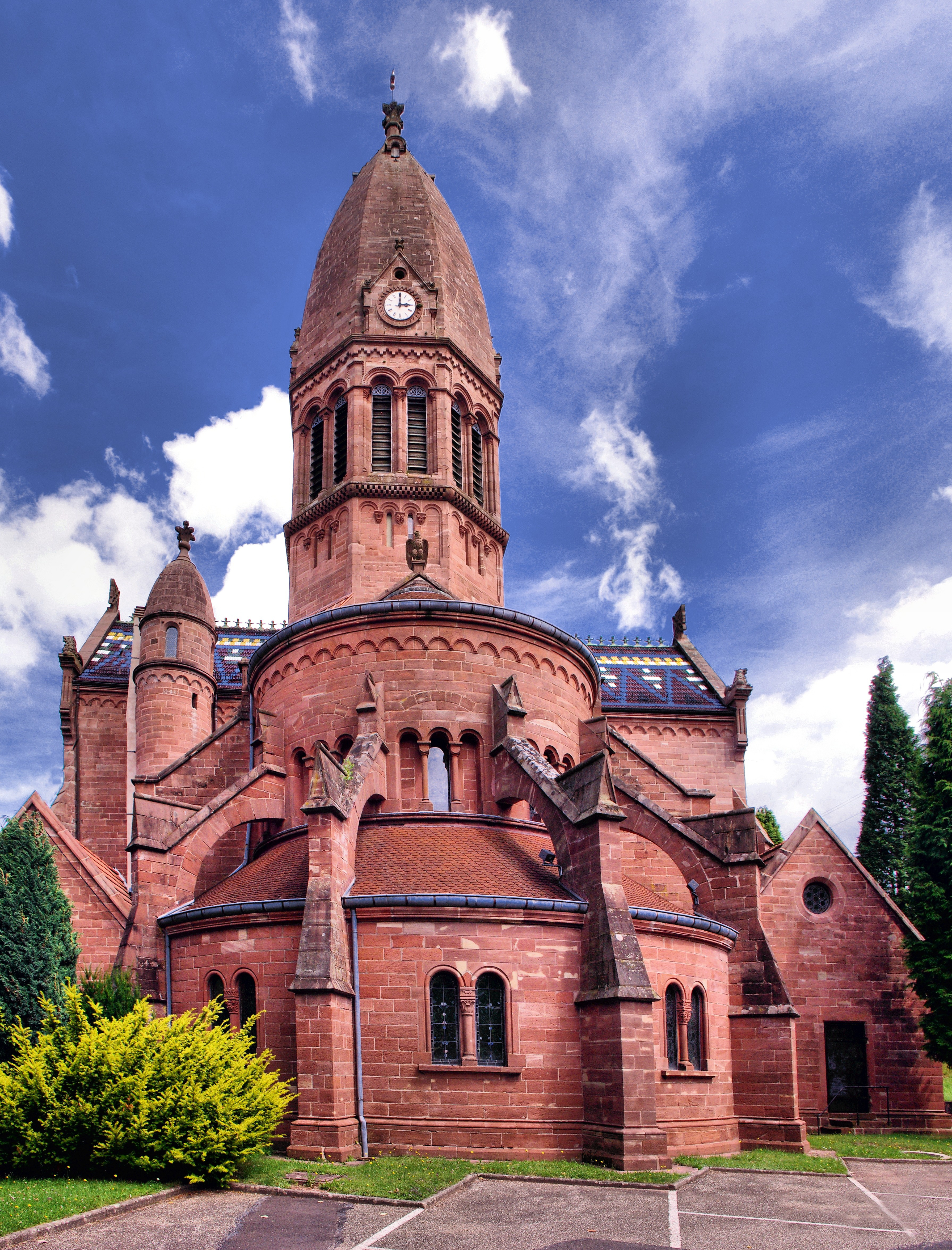
Choransicht der Kirche Saint-Louis in Saint-Louis-lès-Bitche

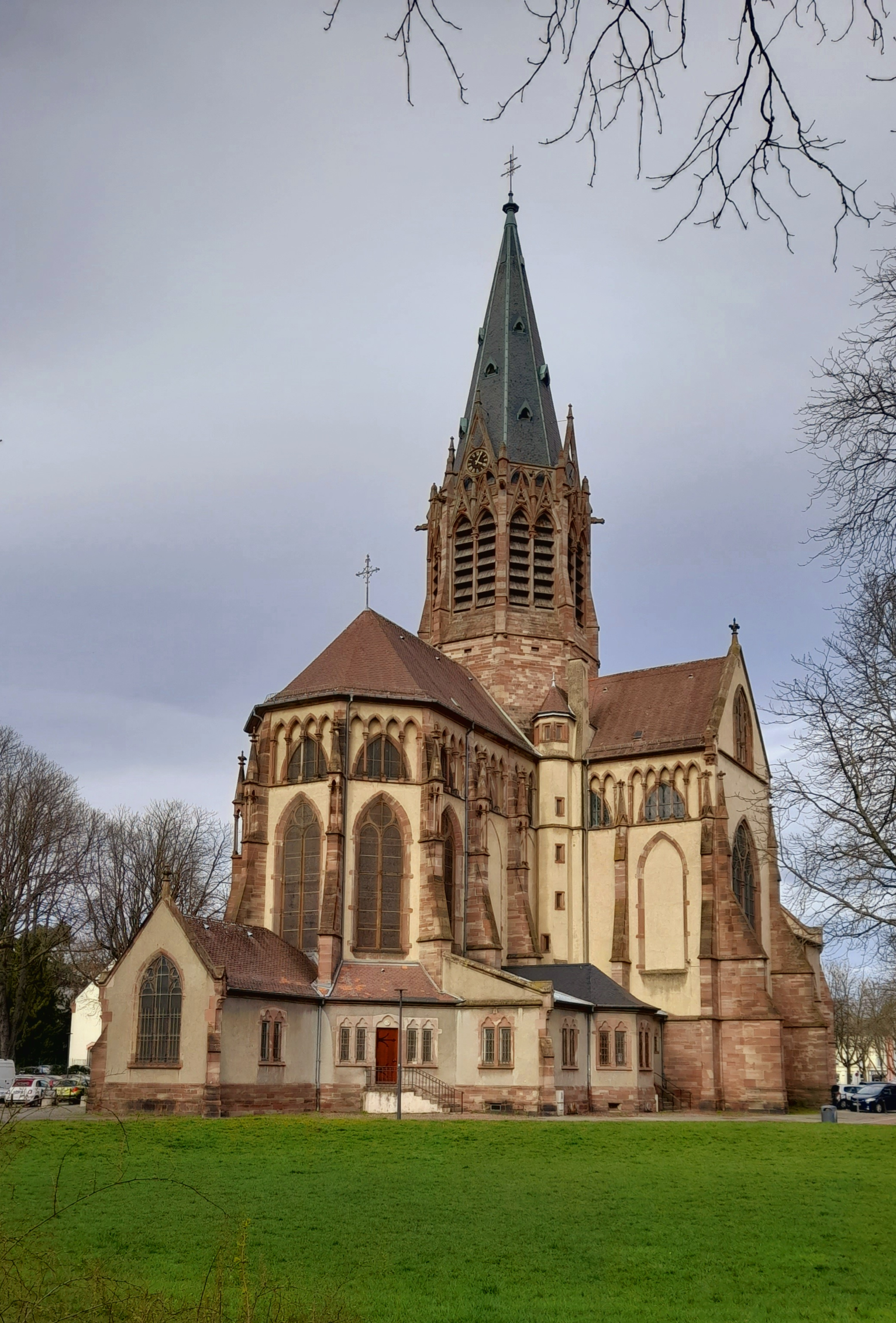
Choransicht der Kirche Sainte-Geneviève in Mülhausen

Charles Winkler hat ein beachtliches Werk hinterlassen. Neben den Gebäuden, die er vom Nord- bis zum Südelsass gebaut, restauriert oder renoviert hat, sind einige unvollendete Projekte und viele Skizzen oder Übersichten von Kirchen oder Burgen im Elsass erhalten.

### Architektonischer Stil
Wenn Winkler einen Neubau erstellte, war es meist im neoromanischenen oder neugotischen Stil. Beispiele dafür sind die Saint-Louis-Kirche von Saint-Louis-lès-Bitche (1897–1902) oder die Saint-Morand-Kirche von Altkirch (1886) (neoromanisch), die Friedenskirche von Fröschweiler (1872–1876), die Sankt-Mauritius Kirche von Mutzig (1879–1880) oder die Sainte-Geneviève Kirche in Mülhausen (1890–1896) (neugotisch). Oft nutzte er dabei Mauerwerk aus Quadersteinen.
Die Umgestaltung der Stadtburg Eguisheim (1886–1903) kann auch als eine Schöpfung Winklers angesehen werden. Hier ging es nicht um den Wiederaufbau der Wehrburg, sondern um die Umwandlung ihrer Ruine in ein Denkmal für das Ansehen des „Elsässer Papstes“ Leo IX. Der Architekt hatte freie Hand. Er baute die neoromanische Leokapelle neben dem ehemaligen Logis des Schlosses und fügte diesem einen Treppenturm im Neorenaissance-Stil hinzu.

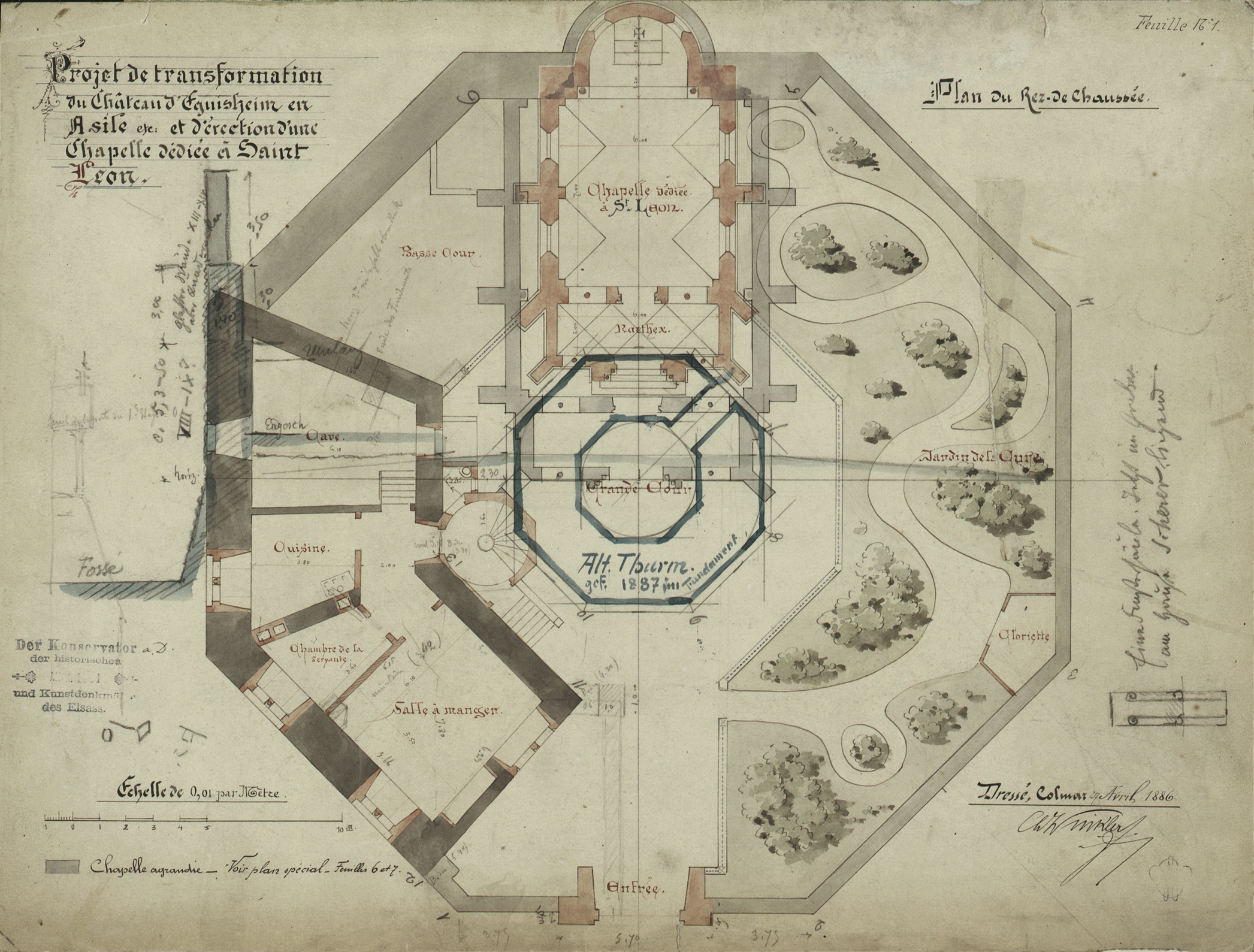
Plan für die Umgestaltung der Burg Egisheim mit Einfügung der Kapelle, 1886
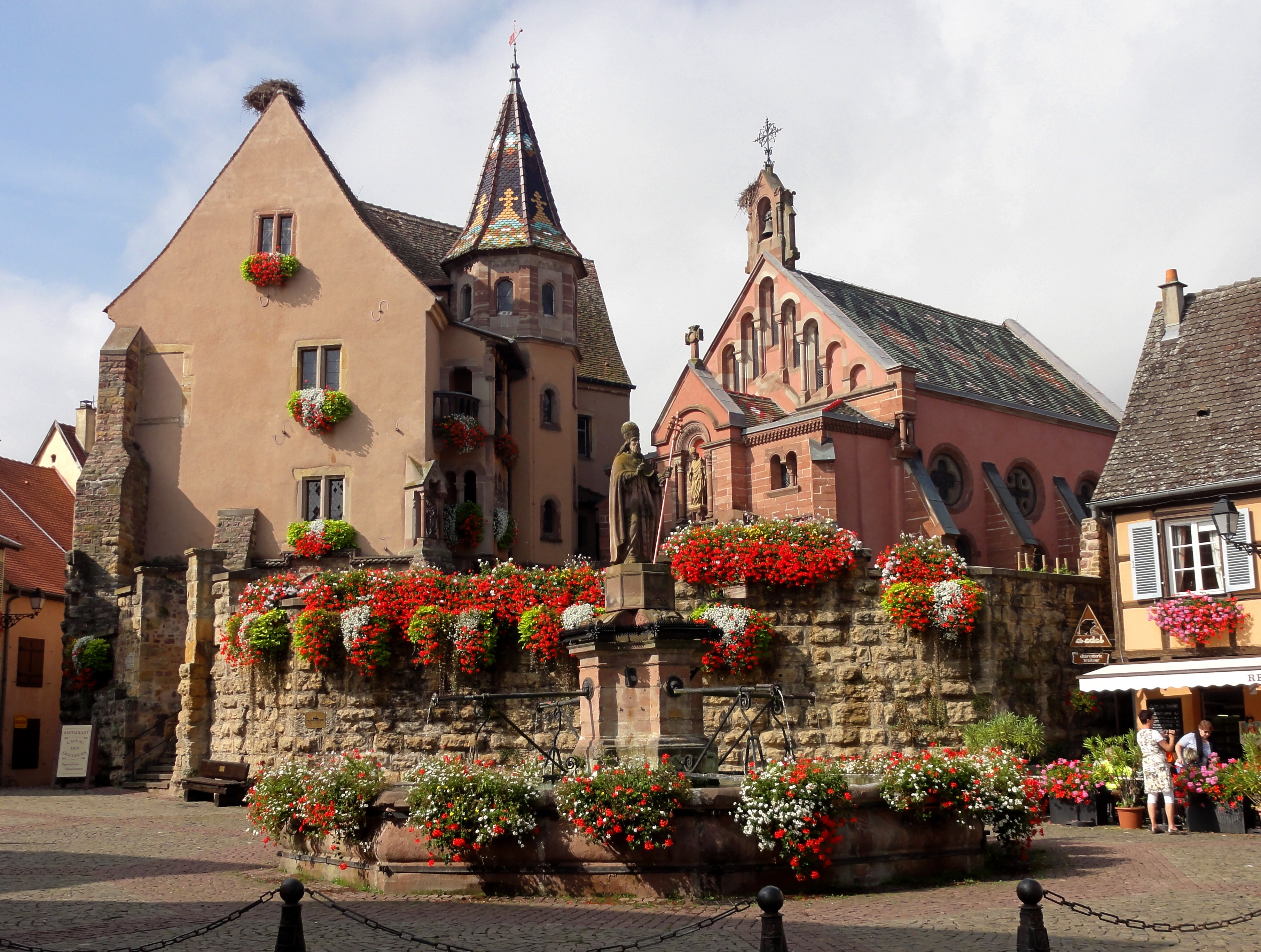
Umgestaltete Burg Egisheim, Logis, Treppenturm und Leokapelle, 1886–1903
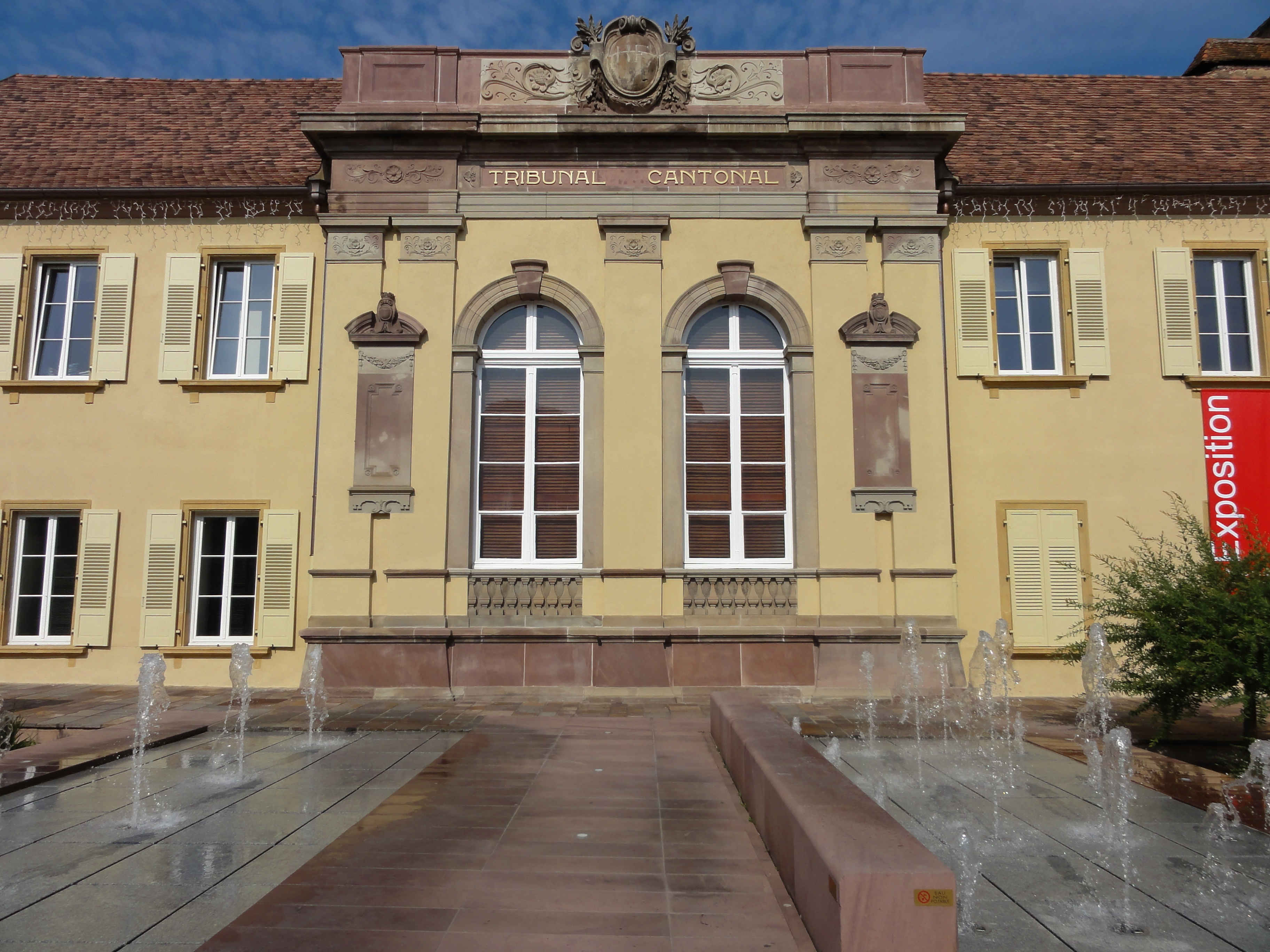
Ein neoklassischer Vorbau beim Kantonsgericht in Rouffach

Bei Verwaltungsgebäuden kann er auch den neoklassizistischen Stil verwenden, wie zum Beispiel bei der ehemaligen Polizeistation in Straßburg oder dem Kantonsgericht in Rouffach.

### Umstrittene Restaurierungen

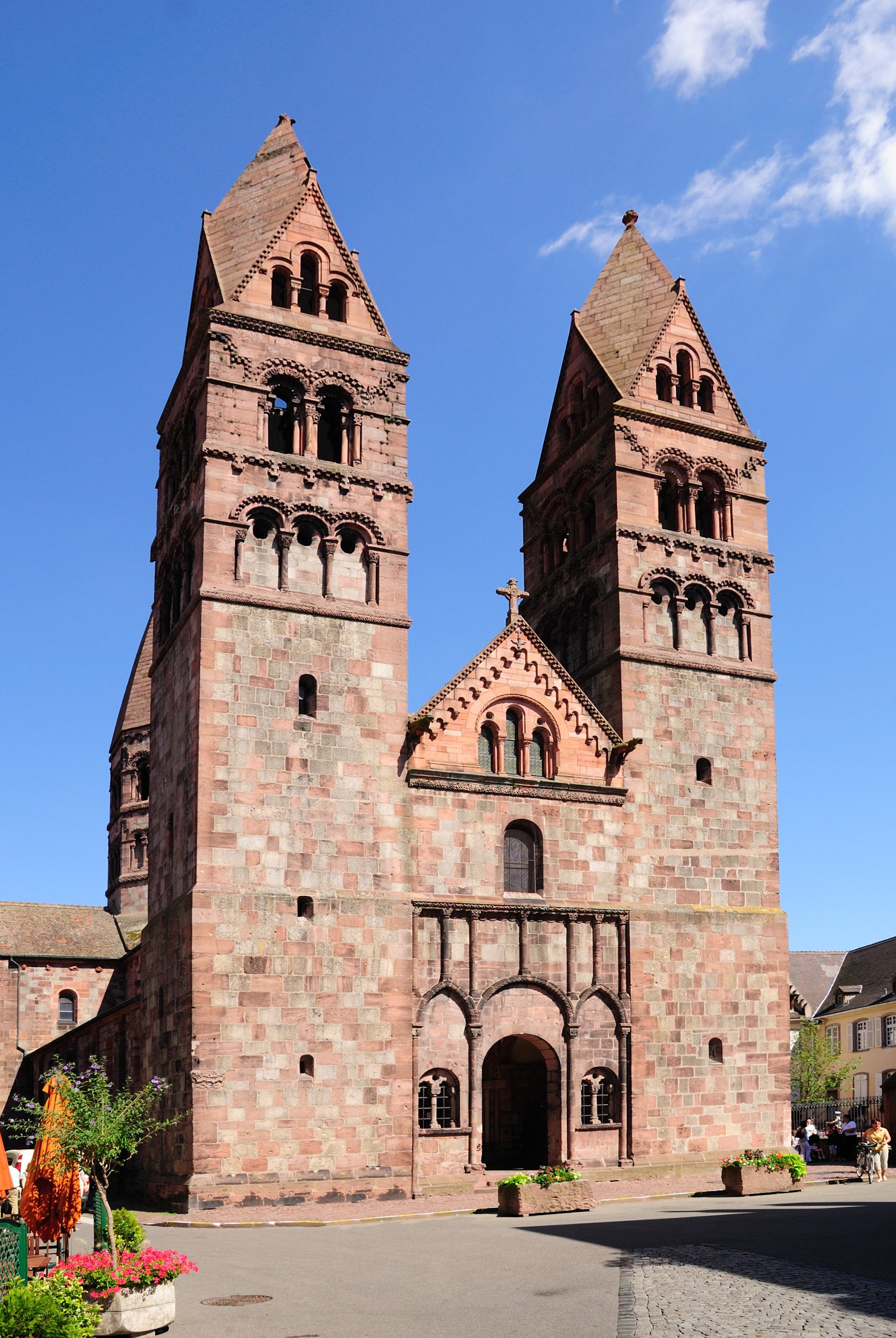
Fassade der Kirche Ste-Foy in Schlettstadt. Das zentrale Giebelfeld und die Spitzen der Türme folgen Plänen Charles Winklers

Bei der Restaurierung historischer Denkmäler erlaubte sich Winkler auch eine Interpretationsfreiheit, die im Nachhinein oft kritisiert wurde. In Schlettstadt stellte er die Symmetrie der Türme der Fassade der Kirche Sainte-Foy wieder her (1889–1893), indem er sie mit rautenförmigen Helmen bedeckte, wie beim Dom zu Speyer, eine Form, die man im Mittelalter in Elsass nicht findet. Ebenso wurden Ergänzungen oder Modifikationen bei der Restaurierung der Theobalduskirche zu Thann (1887–1895) nach 1918 in einem Nationalismus-Kontext von den Franzosen kritisiert.
Charles Winkler restaurierte zahlreiche Kirchen oder Kapellen im Elsass. Bei dieser Arbeit entdeckte Winkler verborgene oder vergessene Schätze des kirchlichen Bauerbes des Elsass wieder. Beispiele dafür sind der Christus von Weißenburg, die Fresken der Kirche von Hunawihr und die Pflasterung der Sainte-Foy-Kirche in Schlettstadt.

### Kirchenbauten im Elsass
St. Morand in Altkirch 1885, Egisheim: Kapelle der Stauferburg 1885, Ste. Geneviève in Mülhausen 1896, St. Joseph in Colmar 1900, St. Étienne in Sennheim, Pfaffenheim (Kirchenschiff), Kirchen in Fellering, Froeschwiller, Ingersheim, Morschwiller-le-Bas, Mutzig, Pfetterhouse, Ribeauvillé, Roedersheim, Wintzenheim u. a. m.

### Unvollendete Projekte
Zwei unvollendete Projekte erinnern an Winklers Ambitionen. Es bleiben Skizzen davon.
- Ein Vorschlag zum Wiederaufbau der Hohkönigsburg: Viollet-le-Duc hatte sich schon 1854 für die Ruine dieser Burg interessiert. Seit dieser Zeit beschäftigte die Idee eines Wiederaufbaus die Architekten. Nach 1871 wurde Kaiser Wilhelm II. auch davon begeistert. Karl Winkler hatte bereits 1874 eine Rekonstruktion des Schlosses gezeichnet. Er führte seine Studie 1894 weiter. Die Leitung des Umbaus wurde schließlich dem Architekten Bodo Ebhardt anvertraut.[16]

- Ein Projekt für den Ausbau der Westfassade des Straßburger Münsters: Nach der Vollendung des Kölner Doms 1877 schlugen mehrere Architekten vor, das Straßburger Münster mit dem Bau eines zweiten Turms zu vervollständigen. Winkler präsentierte 1880 ein Projekt[17] mit zwei Turmspitzen verschiedener Stile. Diese Projekte wurden aufgegeben, als erkannt wurde, dass die Sicherung der Fundamente des Nordpfeilers dringender war.

### Inventar des historischen Erbes im Elsass

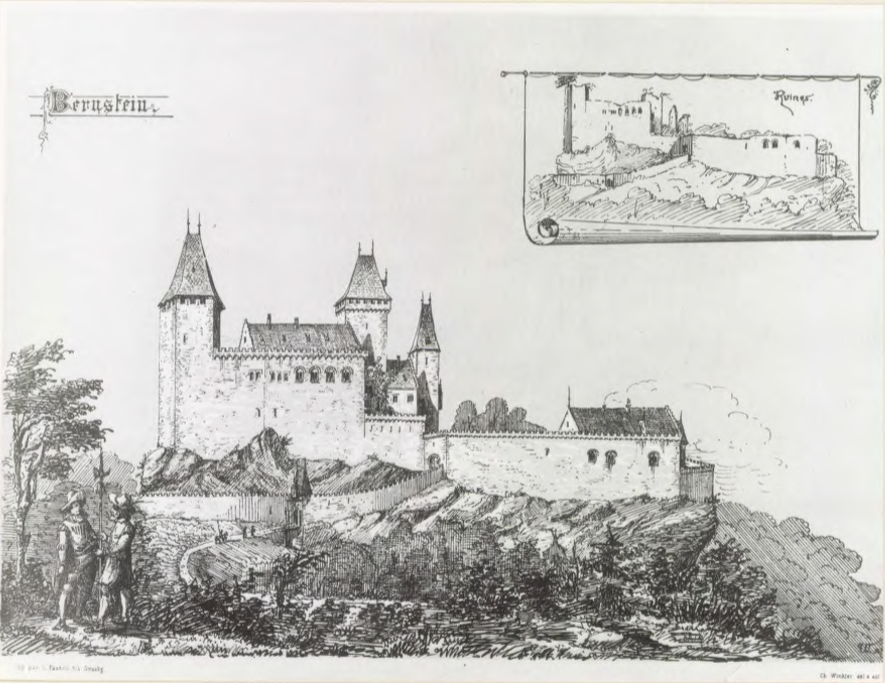
Rekonstruktion der Burg Bernstein (Elsass), Lithographie, Charles Winkler

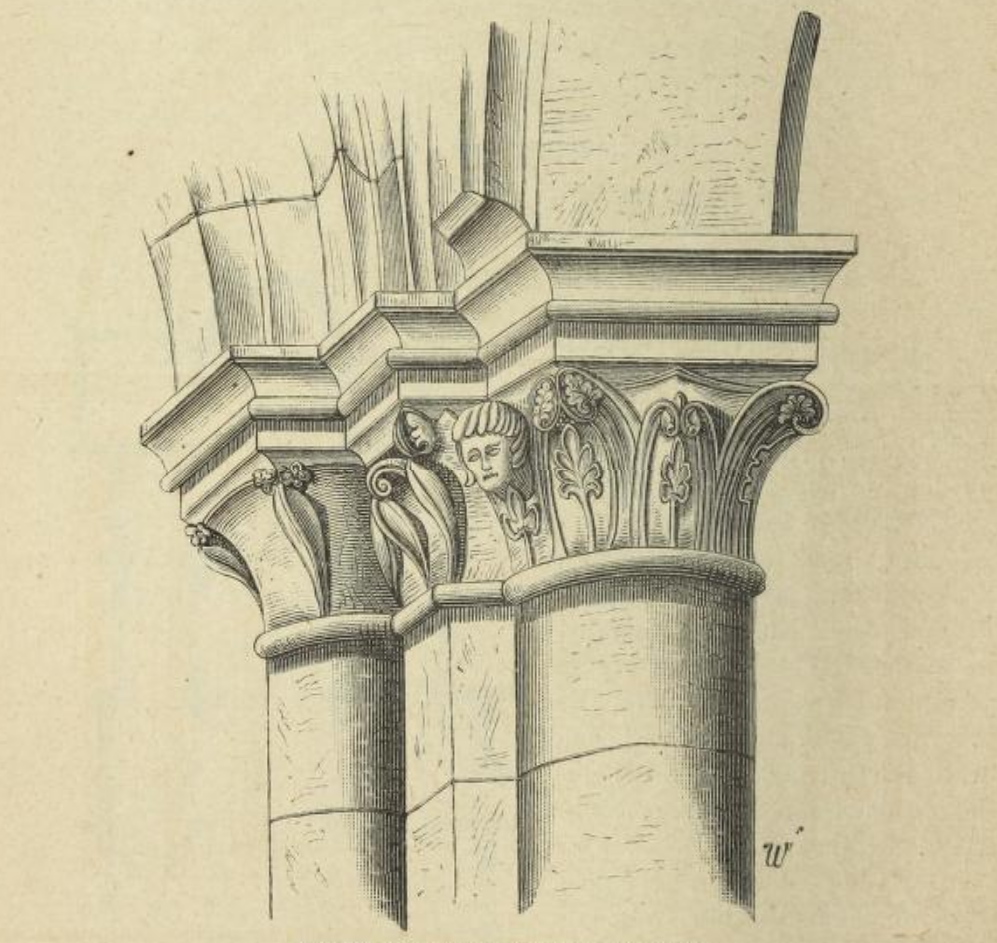
Kapitelle in der Heilig-Kreuz-Kirche von Kaysersberg, Zeichnung von Charles Winkler

1878 gab Charles Winkler Die Burgen im Elsaß jetzt und ehemals heraus. Dieses Büchlein enthält Zeichnungen, Grundrisse und Rekonstruktionen von vielen mittelalterlichen Burgen des Landes.
1892 illustrierte er das Inventar Kunst und Alterthum in Elsaß-Lothringen seines Kollegen Franz Xaver Kraus. Als Mitglied der „Elsässer Denkmäler Conservationsvereins“ und Konservator der historischen Denkmäler von Elsass-Lothringen schlug Winkler 1898 ein Inventar vor, das die Zahl der geschützten Denkmäler von 44 auf 111 brachte.